# Max von Thun
Max von Thun (München, 1977. február 21. –) osztrák színész, zenész és műsorvezető.

## Élete
2008-ban Max von Thun a DSDS (Deutschland sucht den Superstar) német tehetségkutató zsűritagja volt.

## Filmográfia

### Televízió
- 1997: Lamorte … Georg jun.
- 1999: Mit fünfzig küssen Männer anders … Anthony
- 1999: Frische Ware
- 2000–2003: Bei aller Liebe … Henry Quandt
- 2002: Andreas Hofer – Die Freiheit des Adlers … Lajos trónörökös
- 2003: Hitler – A sátán felemelkedése
- 2003: Die Stimmen
- 2003: Mädchen Nr. 1
- 2003: SOKO Kitzbühel – Farben des Todes című epizód
- 2004–2006: Zwei am großen See … Felix Stürtzel
- 2004: Untreu
- 2005: Damals warst Du still
- 2005: SOKO Leipzig – Vaterliebe című epizód
- 2006: Rudolf – Sissi egyetlen fia … Rudolf trónörökös
- 2006: Das Glück klopft an die Tür
- 2007: Die Flucht … Ferdinand Graf v. Gernstorff
- 2007: Trója – Az elveszett város nyomában … Theo Glauser
- 2007: Das Vermächtnis der heiligen Lanze (La lance de la destinée, Miniserie)
- 2008: Stürmische Zeiten
- 2008: Merénylet a pápa ellen … Frank Dabrock
- 2008: Pizza und Marmelade … Florian Herzog
- 2009: Böses Erwachen … Daniel Czerny
- 2009: Faktor 8 – Der Tag ist gekommen … Peter von Dormagen
- 2009: Ein Sommer in Long Island … Ben
- 2009: Geliebter Johann Geliebte Anna Johann … Zahlbruckner
- 2009: Engel sucht Liebe … Uriel
- 2010: Seine Mutter und ich
- 2010: Countdown – Die Jagd beginnt
- 2010: Trau’ niemals deinem Chef
- 2010: Tetthely – Die Unmöglichkeit, sich den Tod vorzustellen című 773. epizód … Hanns Helge
- 2010: Der Meisterdieb … Robert, a mestertolvaj
- 2011: Tetthely – Lohn der Arbeit című 807. epizód … Hubert Kogl
- 2011: Buschpiloten küsst man nicht … Paul Freytag
- 2011: Die Mongolettes – Wir wollen rocken!
- 2013: Ein weites Herz – Schicksalsjahre einer deutschen Familie … Erich Vermehren
- 2013: Der Tote im Watt
- 2013: Anna Karenina
- 2014: Sternstunde ihres Lebens … Heinrich Bode
- 2014: Die Fischerin
- 2014: Die Fremde und das Dorf … Franz Wolf
- 2015: Eine wie diese
- 2015: Die Udo-Honig-Story
- 2016: Ein Geheimnis im Dorf – Schwester und Bruder … Franz Wolf
- 2016: Was im Leben zählt … Jan Kirsch
- 2017: Für Emma und ewig … Thomas
- 2017: Treibjagd im Dorf … Franz Wolf
- 2019: Song für Mia … Jens Meinholdt
- 2019: Und tot bist Du! – Ein Schwarzwaldkrimi (két részes)
- 2019: Schattenmoor … Raphael Vidal
- 2020: Az Öreg (Der Alte) - Chancenlos című epizód

### Mozi
- 2001: Alles wegen Paul
- 2001: 100 Pro … Meister Eder
- 2004: Samba in Mettmann … Anthony
- 2004: Mädchen, Mädchen 2 – Loft oder Liebe … Anthony
- 2008: Drug Fiction (rövidfilm)
- 2011: In der Welt habt ihr Angst … Jo Krämer
- 2011: Rubbeldiekatz … Thomas
- 2011: Sommer der Gaukler … Emanuel Schikaneder
- 2012: Wer’s glaubt wird selig … pórnoszínész
- 2014: Einmal Hans mit scharfer Soße … Gero
- 2015: Traumfrauen … Constantin
- 2016: Gut zu Vögeln … Jacob
- 2019: Immenhof – Das Abenteuer eines Sommers … Viktor
- 2019: Benjamin Blümchen … Hans

## Könyvei
- 2018: Der Sternenmann, Marta Balmaseda illusztrációival. arsEdition, ISBN 978-3845825243.
- 2019: Kleiner Tiger, müder Krieger, Marta Balmaseda illusztrációival